# آبلاردو اولیور
آبلاردو اولیور (ایتالیایی: Abelardo Olivier; ۹ نوامبر ۱۸۷۷ – ۲۴ ژانویهٔ ۱۹۵۴) شمشیرباز اهل ایتالیا بود.
وی در مسابقات کشوری و بین‌المللی در مجموع برندهٔ ۲ مدال طلا، ۱ مدال نقره شده‌است.